# Aloe silicicola
Aloe silicicola ist eine Pflanzenart der Gattung der Aloen in der Unterfamilie der Affodillgewächse (Asphodeloideae). Das Artepitheton silicicola leitet sich von den lateinischen Worten silicis für ‚Quarz‘ sowie -cola für ‚bewohnend‘ ab und verweist auf das bevorzugte Habitat der Art.

## Beschreibung

### Vegetative Merkmale
Aloe silicicola wächst stammbildend und einfach. Der Stamm erreicht eine Länge von bis zu 2 Metern und ist 5 Zentimeter dick. Die lanzettlich verschmälerten Laubblätter bilden eine dichte Rosette. Die grüne Blattspreite ist 45 bis 50 Zentimeter lang und 7 bis 8 Zentimeter breit. Die grünen Zähne am Blattrand sind 1 bis 1,5 Millimeter lang und stehen bis zu 7 Millimeter voneinander entfernt.  

### Blütenstände und Blüten
Der Blütenstand weist drei bis vier Zweige auf und erreicht eine Länge von 50 bis 60 Zentimeter. Die ziemlich dichten, zylindrischen Trauben sind 6 bis 8 Zentimeter lang. Die lanzettlich-spitzen Brakteen weisen eine Länge von 5 bis 6 Millimeter auf und sind 1 bis 2 Millimeter breit. Die rötlich orangefarbenen Blüten stehen an 20 bis 22 Millimeter langen Blütenstielen. Sie sind 28 bis 30 Millimeter lang. Oberhalb des Fruchtknotens sind die Blüten verengt und dann von ihrer Mitte zur Mündung erweitert. Ihre äußeren Perigonblätter sind nicht miteinander verwachsen. Die Staubblätter und der Griffel ragen nicht aus der Blüte heraus.

## Systematik und Verbreitung
Aloe silicicola ist auf Madagaskar auf Quarzit in Höhen von 1900 bis 2000 Metern verbreitet.
Die Erstbeschreibung durch Henri Perrier de La Bâthie wurde 1926 veröffentlicht.

## Nachweise